# كأس إسكتلندا 2001–02
كأس اسكتلندا 2001–02 (بالإنجليزية: 2001–02 Scottish Cup)‏ هو موسم من كأس اسكتلندا. فاز فيه نادي رينجرز.